# Libertino (sociologia)
Con il termine libertino viene generalmente definita una persona che conduce una vita interamente dedita al libertinaggio, cioè ai piaceri, in particolare quello sessuale, guidata da una concezione della vita di stampo edonista e spesso libertaria, filosoficamente aderente al libertinismo (chiamato nel caso specifico, in genere, "libertinaggio") e che segue solo i propri capricci, fino alla sfrenatezza, senza alcuna intenzione di sottomettersi alla morale dominante corrente.
I libertini sono personaggi che appaiono anche in molti romanzi; spesso sono uomini (a volte donne, si veda Juliette di Sade) che sprecano la loro fortuna, di solito ereditata, in vino, donne, sesso e divertimenti, e la loro prodigalità può condurli ad incorrere in debiti: ideologicamente sono anche atei, materialisti, oppure poco religiosi, cinici e/o nichilisti; talvolta seguono una doppia morale o doppia verità, una rispettabile in pubblico ma in cui non credono nel privato e viceversa, come nel romanzo Le relazioni pericolose di Pierre Choderlos de Laclos. Nella commedia dell'arte poi, il libertino viene rappresentato anche come uno che si diletta nel gioco d'azzardo e come forte bevitore.

## Definizioni
Il termine ha origine filosofica, indicante il seguace del libertinismo, associato a scetticismo, edonismo ed epicureismo o ai cirenaici; poi separatosi come figura autonoma nel fautore del libertinaggio: colui che pone l'espressione della propria libertà al di sopra di tutto, fino a dedicarsi ai piaceri del corpo in maniera depravata. Un antecedente storico, in ogni caso non collegabile direttamente e storicamente al libertinaggio, furono gli adamiti.
Si tratta quindi di un dissoluto che enfatizza la propria promiscuità sessuale; un donnaiolo, freddo e crudele seduttore indifferente ai sentimenti e che spezza frequentemente il cuore delle proprie "vittime" le quali, se rimaste incinte vengono abbandonate causandone la rovina sociale e finanziaria; può anche essere un gigolò o amante di professione. Ha connotazioni anti-autoritarie, anti-normative e anti-tradizionaliste.

## Storia
Durante il periodo della restaurazione inglese (1660-88) si è usato il termine "rake" (derivante dal norreno reikall, vagabondo) propriamente per indicare la figura del libertino, un giovane uomo attraente e glamour: un aristocratico spensierato e spiritoso, molto affascinante e sessualmente irresistibile, condizione tipica questa dei cortigiani del re Carlo II come John Wilmot secondo conte di Rochester, Charles Sedley e Charles Sackville sesto conte di Dorset i quali hanno combinato una modalità di vita libertaria e dai costumi sessuali disinibiti con aspirazioni intellettuali-artistiche e mecenatismo.

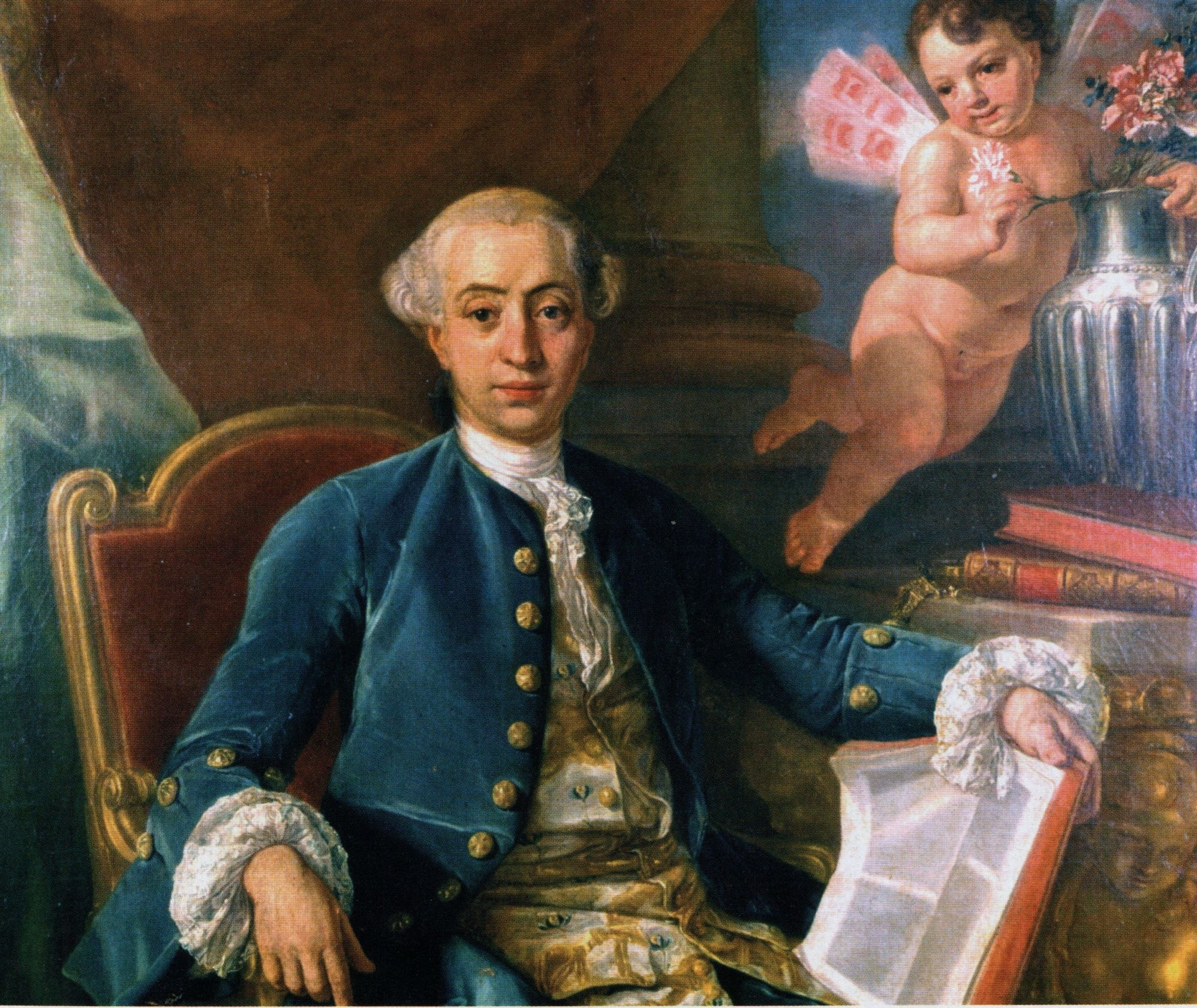
Giacomo Casanova, celebre libertino del Settecento

Il carattere del libertino appartiene anche alla commedia di quegli anni, tra cui Matrimonio alla moda (1672) di John Dryden, Il sincero di William Wycherley e L'uomo alla moda (1676) di George Etherege, La scusa delle mogli (1691) di Thomas Southerne, Amore e una bottiglia (1698) di George Vanbrugh, Il marito spergiuro (1700) di Susannah Centlivre e altre.
Uno degli episodi salienti della carriera libertina di Sedley e Sackville è stato quello in cui si sono messi a predicare nudi davanti alla folla dal balcone di una birreria sita a Coventry Garden e simulando un rapporto sessuale tra di loro. Nel 1682, invece, Thomas Wharton, I marchese di Wharton fece irruzione nottetempo in una chiesa compiendovi atti sacrileghi.
A seguito della rivoluzione inglese del 1688 la percezione culturale della figura del libertino ha cominciato un po' alla volta a cambiare, diventando così il bersaglio di racconti moralistici in cui il destino tipico che gli spettava era quello di finire in prigione per debiti o colpito da una malattia venerea oppure, nel caso rappresentato da William Hogarth nella sua serie intitolata Carriera di un libertino, l'internamento in manicomio con l'accusa di follia.
Un po' più tardi molti libertini aristocratici vennero associati all'Hellfire Club (il club infernale), tra questi Francis Dashwood e John Wilkes.
È stato sottolineato che il punto di vista libertino è stato fortemente influenzato dalla filosofia di Thomas Hobbes, Dryden ad esempio ha attinto molte idee hobbesiane nelle proprie tragedie, con personaggi che si ribellano contro la grettezza e l'ipocrisia in agguato dietro la facciata di onestà puritana e gli standard della morale borghese

## Famosi libertini nella finzione
I libertini e donnaioli nella finzione son ben noti, a cominciare dal protagonista della parabola del figlio prodigo narrata da Gesù.
- I personaggi di Sodom, or the Quintessence of Debauchery (1682) di John Wilmot, dalla cui figura è stato tratto il film The Libertine.

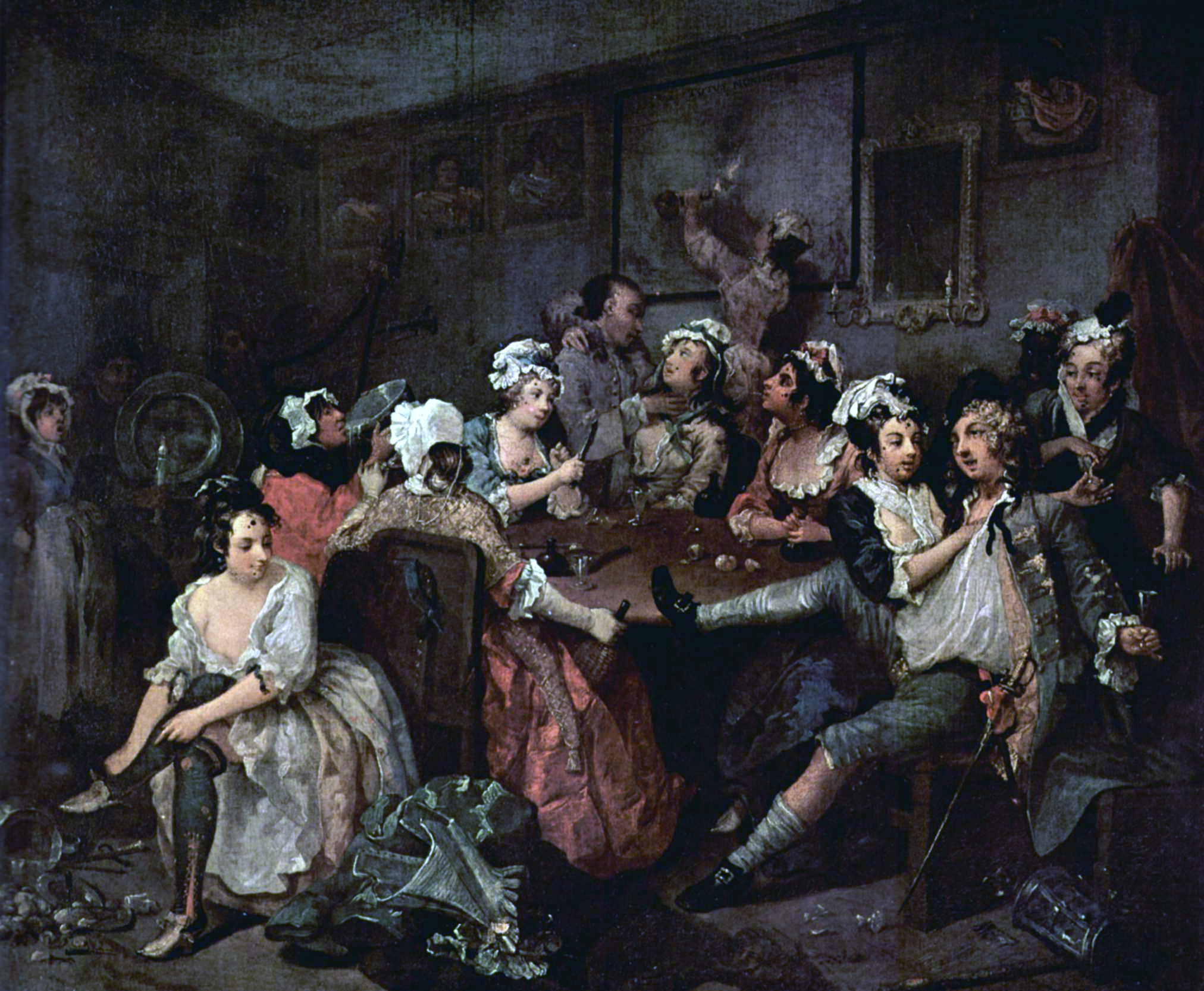
La taverna, opera dalla serie pittorica La carriera del libertino, di William Hogarth (1732-1735)

- Don Giovanni è un personaggio presente in diverse opere.
- Dorimant, eroe de L'uomo alla moda di George Etherege che si basa sulla figura storica di John Wilmot.
- Tom Rakewell, protagonista della serie di otto tra quadri e stampe di William Hogart e da cui ha tratto spunto Igor Stravinski per la sua opera lirica intitolata La carriera di un libertino.
- Lovelace, personaggio del romanzo Clarissa di Samuel Richardson.
- Il visconte di Valmont e la marchesa de Merteuil, personaggi principali del romanzo epistolare Le relazioni pericolose scritto dall'autore francese Choderlos de Laclos.
- Compeyson, l'uomo che ha messo nel sacco Miss Havisham in Grandi speranze di Charles Dickens.
- Alec d'Urberville, il seduttore di Tess in Tess dei d'Urbervilles di Thomas Hardy.
- Rodolphe Boulanger, il principale tra gli amanti di Madame Bovary.
- Harry Paget Flashman, il protagonista della serie di romanzi di George MacDonald Fraser.
- I personaggi di Shamela di Henry Fielding, una satira di Pamela, o la virtù premiata.
- Fanny Hill dell'omonimo romanzo
- Moltissimi personaggi dei romanzi e racconti del Marchese de Sade, come i quattro libertini de Le 120 giornate di Sodoma, vari di Justine o le disavventure della virtù, la protagonista di Juliette, ed Eugènie, Madame Saint-Ange e Dolmancé di La filosofia nel boudoir
- Thérèse di Thérèse philosophe

## Libertini storici
Tra i personaggi storici che hanno contribuito ad influenzare la creazione e sviluppo del "tipo libertino" ci sono, tra gli altri: John Wilmot e John Mytton, Charles Mohun e Charles Sackville, Cagliostro, Giacomo Casanova, Charles Sedley e John Wilkes, Francis Charteris, Sir Francis Dashwood e il marchese de Sade, infine l'associazione denominata Helfire club. Nel XIX e XX secolo la figura si è evoluta con Ivan Barkov, Lord Byron, Charles Baudelaire, Paul Verlaine e Arthur Rimbaud, Aleister Crowley.

## Il romanzo libertino
Il romanzo libertino era un genere letterario molto in voga nel XVIII secolo e che aveva le sue radici nella tradizione libertina europea ma principalmente francese. Questo genere di romanzi sarebbe formalmente decaduto con l'arrivo della Rivoluzione francese, ma in realtà ha perdurato fino ai giorni nostri. Temi tipici del romanzo libertino sono l'erotismo, l'anticlericalismo e l'opposizione al potere e all'ordine stabilito.
Esempi:
- Claude-Prosper Jolyot de Crébillon:  L'écumoire, Le Sopha, conte moral, Le hasard au coin du feu, Les égarements du cœur et de l'esprit.
- Denis Diderot: I gioielli indiscreti, La monaca.
- Marchese de Sade: La filosofia nel boudoir, La nuova Justine, Juliette, Le 120 giornate di Sodoma e varie altre.
- Pierre-Ambroise-François Choderlos de Laclos: Le relazioni pericolose.
- Restif de la Bretonne: Le Pied de Fanchette, Le Pornographe, Le notti di Parigi, L'Anti-Justine.
- André-Robert Andréa de Nerciat: Les Aphrodites et le Diable au corps, Lolotte, La Matinée libertine, Le Doctorat impromptu, Félicia ou mes fredaines, Julie philosophe, Contes saugrenus, Monrose.
- Jean-Charles Gervaise de Latouche: Histoire de Dom Bougre, Portier des Chartreux.
- Louis-Charles Fougeret de Monbron: Margot la ravaudeuse.
- Jean-Baptiste Boyer d'Argens: Thérèse philosophe (attribuito anche a Diderot).
- Jacques Rochette de La Morlière: Angola, histoire indienne.
- Jacques-Antoine de Révéroni Saint-Cyr: Pauliska ou la Perversité moderne.
- John Cleland: Fanny Hill. Memorie di una donna di piacere.
- Jean-Baptiste Louvet de Couvray:  Les Amours du chevalier de Faublas.